# Tetragoneura indecisa
Tetragoneura indecisa är en tvåvingeart som beskrevs av Duret 1976. Tetragoneura indecisa ingår i släktet Tetragoneura och familjen svampmyggor. Inga underarter finns listade i Catalogue of Life.